# Příchovický potok
Příchovický potok je pravostranný přítok řeky Úhlavy v okrese Plzeň-jih v Plzeňském kraji. Délka toku činí 15 km. Plocha povodí měří 38,6 km². Potok je také nazýván Zlatý potok, Divoký potok nebo Šipka.

## Průběh toku
Pramen potoka, označovaný jako Zlatý potok, je u obce Skašov v nadmořské výšce 600 m v Lužském lese. Jeho běh směřuje na severozápad, kde protéká Horšicemi do Vitouňského rybníka a dále do Radkovic. Pod Radkovicemi se spojuje s Kucínským potokem (dlouhý asi 4 km). Od soutoku pokračuje jako Příchovský potok a po 12 km ústí v Příchovicích v nadmořské výšce 350 m zprava do Úhlavy v říčním kilometru 33,2. Příchovský potok má velký spád, od ústí na délce 2,5 km je 23 m spád. Po povodních v roce 1889 (Jánská povodeň) a 1890 byla koryta potoků (Kucínský, Zlatý a Příchovický) regulována. Při této stavbě bylo na celém toku postaveno 11 jezů, koryto a břehy byly zpevněny kameny, na Kucínském potoce je další vysoký jez. Kámen byl těžen z kopce Ticholovec.

## Mlýn
Na Příchovickém potoce stával zděný mlýn, který je uváděn jako součást majetku Antonína Jindřicha Henigara, jenž v letech 1718–1719 nechal přebudovat příchovickou tvrz na zámek. Mlýn je také uváděn na mapách I. vojenského mapování z let 1764–1768. Po povodních v roce 1889 a 1890 byl mlýnský náhon při regulaci potoka přerušen a mlýn přestal fungovat. Později byl zbourán a na jeho místě postaven dům č. p. 7, usedlosti se říká Ve mlýně.